# ۹۷۵ (خورشیدی)
۹۷۵ نهصد و هفتاد و پنجمین سال هجری خورشیدی است.